# Asperula
Asperula là một chi thực vật có hoa trong họ Thiến thảo (Rubiaceae).

## Hình ảnh

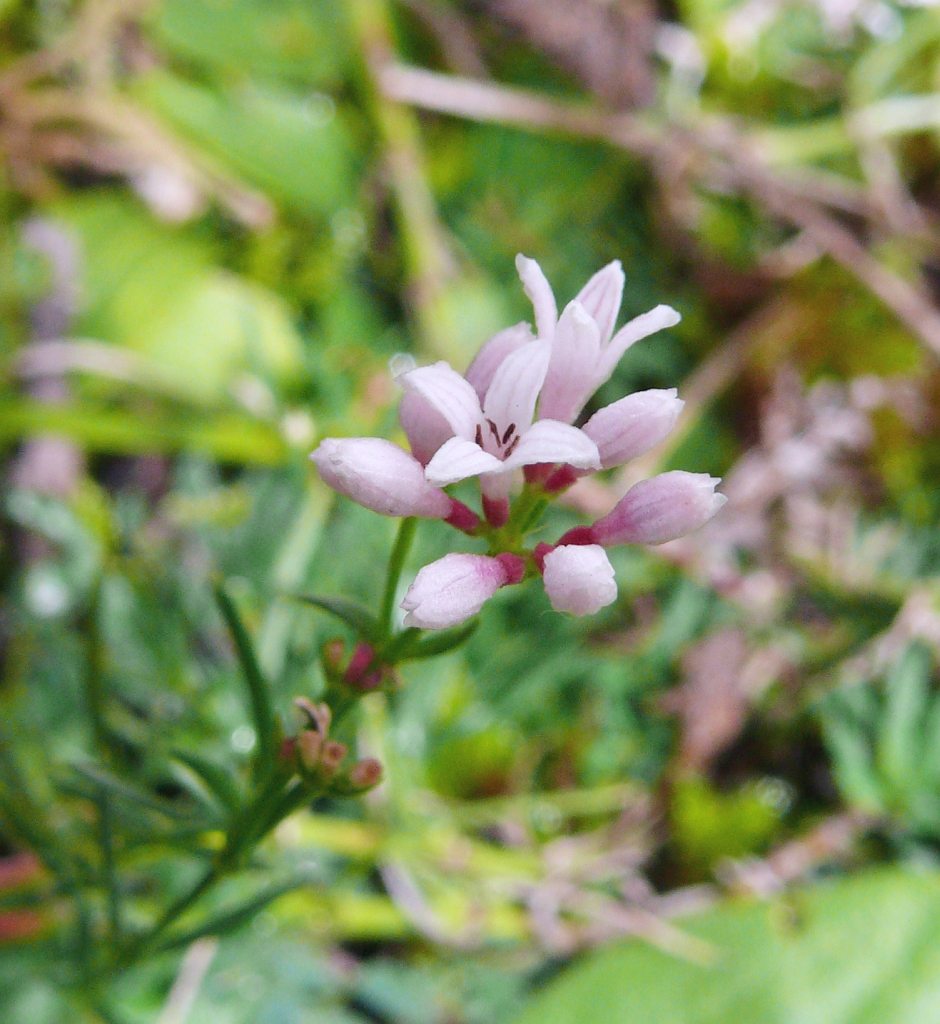
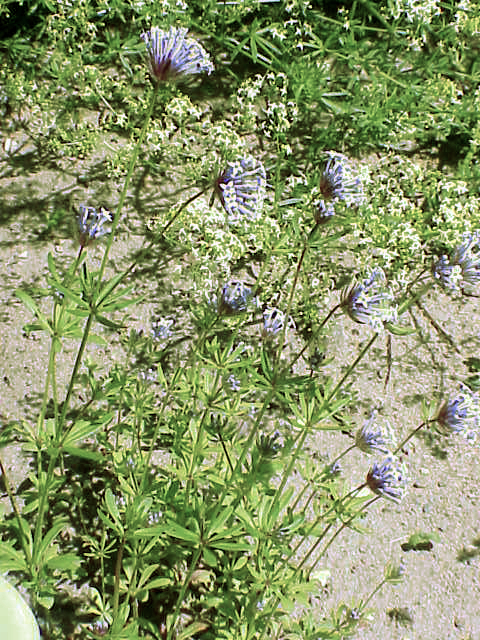
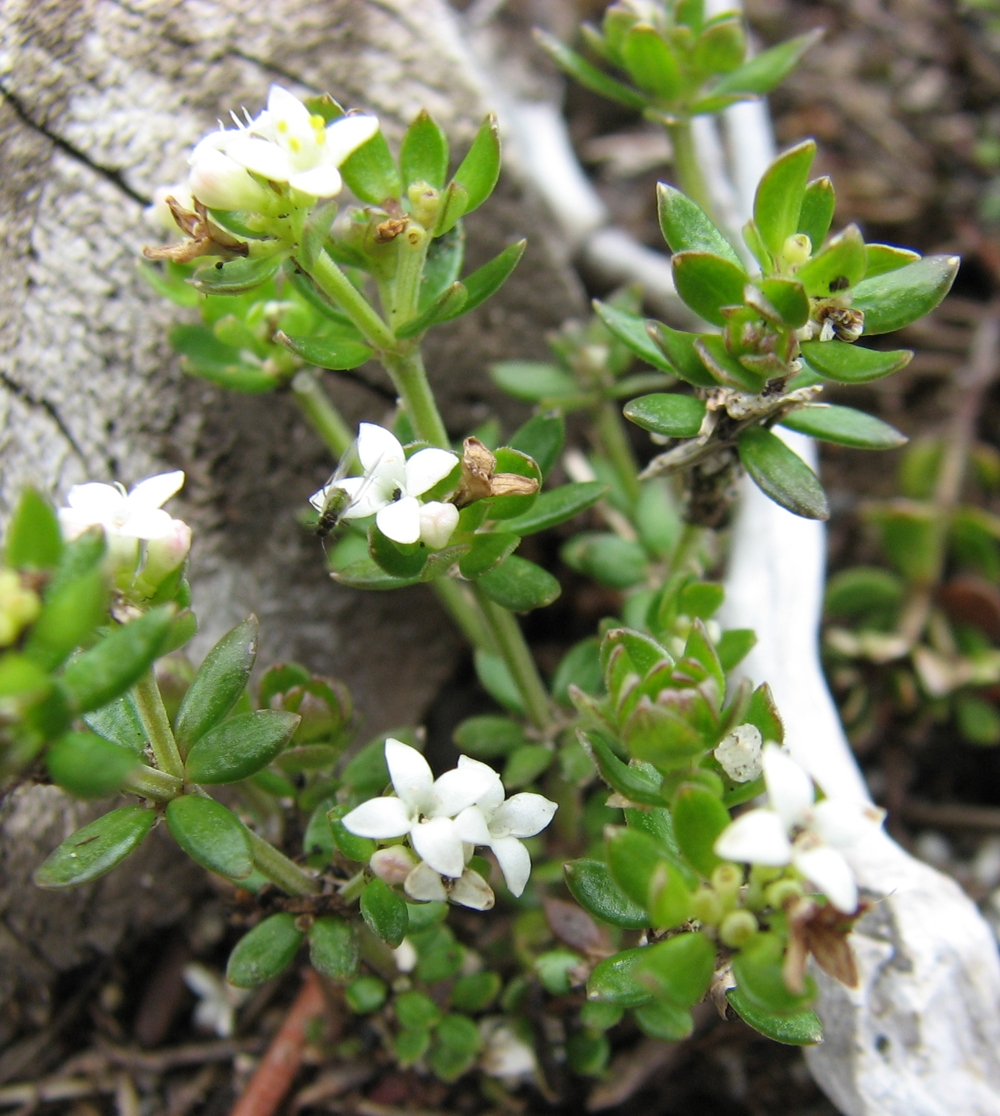
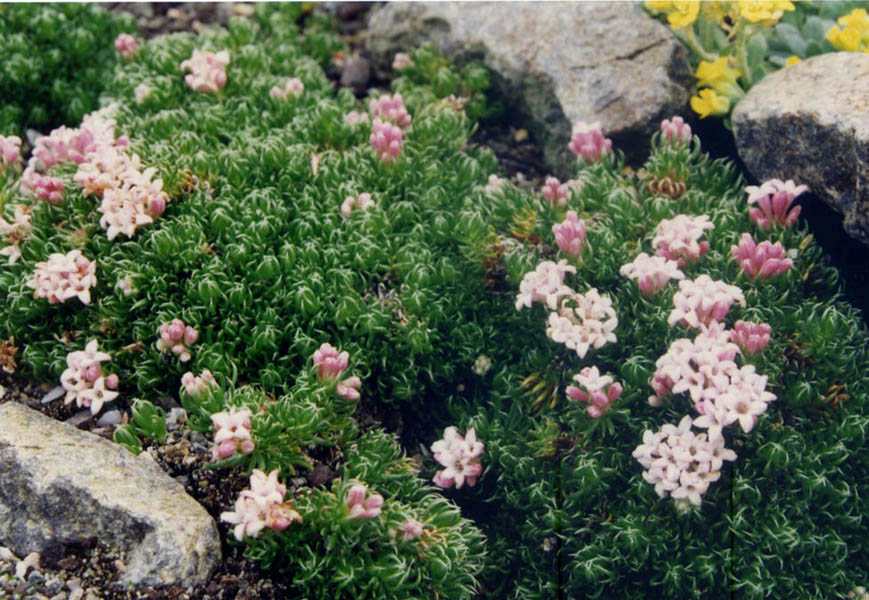
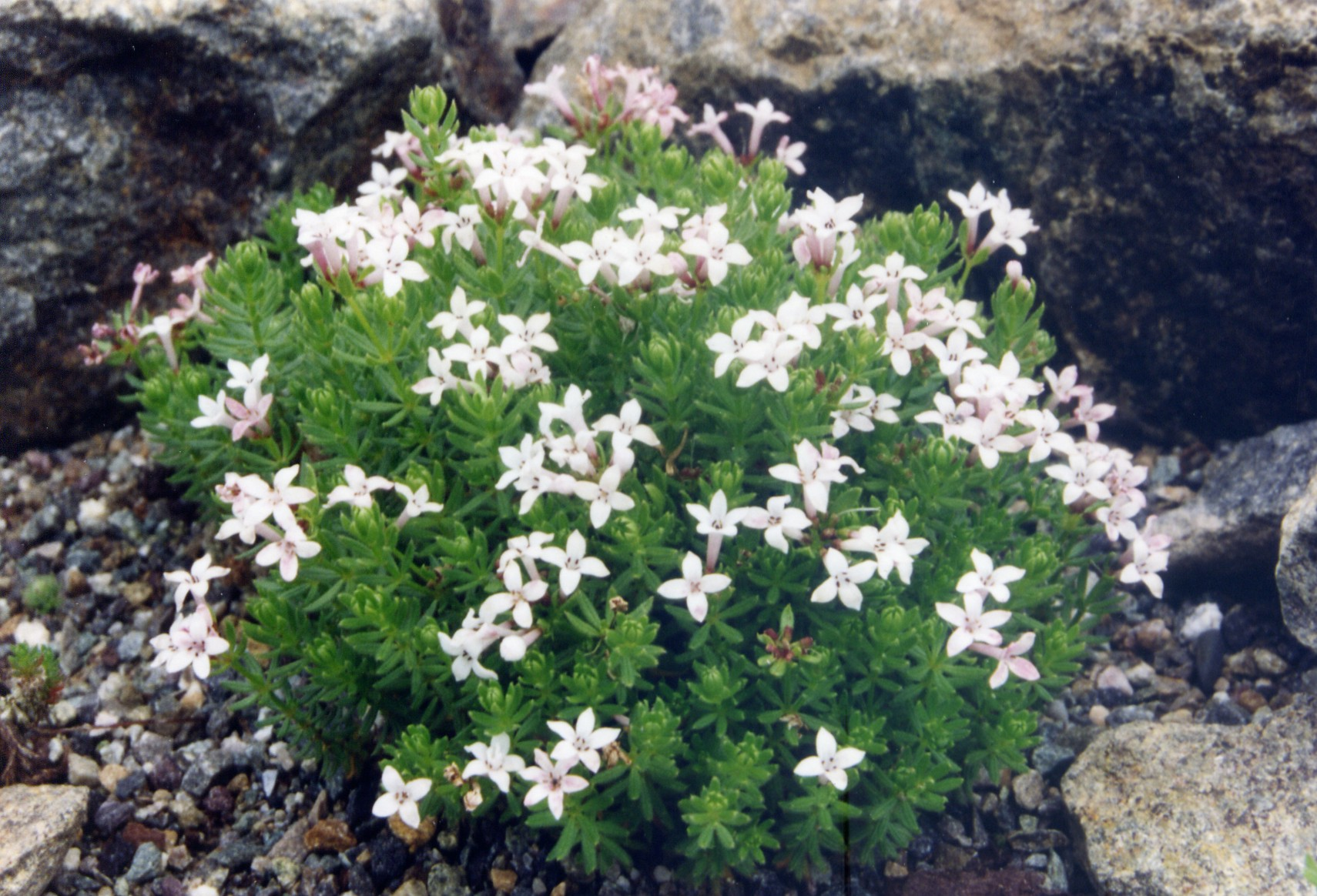
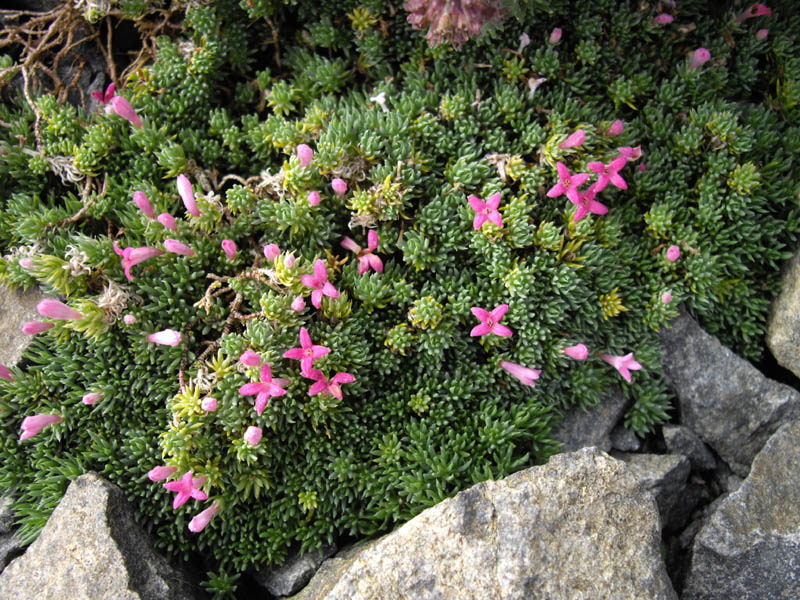

## Loài
Chi Asperula gồm các loài: